# كلية إربد الجامعية
كلية إربد الجامعية هي إحدى كليات جامعة البلقاء التطبيقية تأسست في مدينة اربد عام 1978 باسم معهد معلمات اربد. وكانت تتبع وزارة التربية والتعليم. وفي عام 1980/1981 تحولت إلى كلية مجتمع متوسطة وفي عام 1985 تم استحداث وزارة التعليم العالي. وأصبحت كليات المجتمع الحكومية والرسمية تابعة لها.

## التخصصات
1. التجميل
2. التربية الخاصة
3. التربية المهنية
4. التصميم الجرافيكي
5. التصميم الداخلي
6. التمريض المشارك
7. الصيدلة
8. العلوم المالية والمصرفية
9. الفنون الجميلة
10. القبالة
11. القياس والتشخيص لاضطرابات التوحد
12. المحاسبة
13. أمن المعلومات والشبكات
14. تربية الطفل
15. تصميم الأزياء وإنتاج الملابس
16. تكنولوجيا التصنيع الغذائي
17. تكنولوجيا المعلومات
18. علوم الشريعة
19. فنون التصميم الداخلي والديكور
20. نظم المعلومات الإدارية
21. نتكولوجيا صناعة الأسنان

### البكالوريس
1. إدارة أعمال
2. إدارة المكتبات والمعلومات
3. الاقتصاد المنزلي
4. الفنون التطبيقية - خزف
5. اللغة الإنجليزية وآدابها
6. اللغة العربية وآدابها
7. تربية الطفل
8. المحاسبة
9. التغذية